# Camden Point
Camden Point – miasto w Stanach Zjednoczonych, w stanie Missouri, w hrabstwie Platte.